# Hayes Center
Hayes Center är administrativ huvudort i Hayes County i Nebraska. Enligt 2020 års folkräkning hade Hayes Center 224 invånare.